# Laidley
Laidley – miasto w Australii, w stanie Queensland.